# Gerard Hendrik Blanken
Gerard Hendrik Blanken, nach niederländischer Konvention meist abgekürzt G. H. Blanken (* 25. Juni 1902 in Varsseveld, Niederlande; † 12. Oktober 1986 in Breda, Noord-Brabant) war ein niederländischer Neogräzist und Byzantinist.

## Leben
Nach dem Besuch des Gymnasiums in Arnheim studierte Blanken von 1920 bis 1926 Klassische Philologie an der Universität Leiden, von 1926 bis 1928 an der Sorbonne und von 1928 bis 1929 an der Universität Athen; in Athen war er zugleich ausländisches Mitglied der École française d’Athènes. Nach einigen Jahren im Schuldienst wurde er 1947 in Leiden mit einer Dissertation über den neugriechischen Dialekt von Cargèse (griechisch Καργκέζε) auf Korsika promoviert. Noch im gleichen Jahr wurde er zum Privatdozenten, 1956 zum außerordentlichen Professor (biizonder hoogleraar) für neugriechische Sprache und Literatur an der Universität Utrecht ernannt. 1954 erhielt er den Lehrstuhl für Byzantinistik und Neogräzistik an der Universiteit van Amsterdam. Seit 1952 war er Mitglied der Königlich Niederländischen Akademie der Wissenschaften.
1972 wurde einer seiner Schüler, Willem F. Bakker, zu seinem Lehrstuhlnachfolger in Amsterdam ernannt, der zusammen mit zwei weiteren Schülern Blankens, Arnold F. van Gemert, später ebenfalls Professor in Amsterdam, und W. J. Aerts, einem schwerpunktmäßig auf die Byzantinistik ausgerichteten Gräzisten, zahlreiche Projekte zur kretischen Literatur der Renaissance durchführte.
Blanken hat sich selbst im Wesentlichen mit der neugriechischen Sprache und der griechischen Sprachfrage beschäftigt und den neugriechischen Dichter Kavafis, zunächst in einer Auswahl, auf Wunsch seines Verlegers später in umfänglicheren Sammlungen, schließlich vollständig ins Niederländische übersetzt. Ebenfalls war er auf dem Gebiet der Byzantinistik tätig und hat mit Herman Jan Scheltema und Herman Hennephof die Publikationsreihe Byzantina Neerlandica (E. J. Brill, Leiden, 1969ff.) begründet.

## Schriften (Auswahl)
Monographien und Artikel
- De nieuwgriekse dichter Konstandinos P. Kavafis. In: De Gids 1941.
- Introduction à une étude du dialecte grec de Cargèse (Corse). Préliminaires – phonétique. A. W. Sijthoff, Leiden, 1947 (Proefschrift). – Dissertation.
- Nieuwgriekse talen. Openbare les gehouden ter opening van Zijn Colleges als privat-docent in de nieuwgriekse taal- en letterkunde aan de Rijksuniversiteit te Utrecht op 31 october 1947. Wolters, Groningen, 1947. – Öffentliche Vorlesung.
- Les Grecs de Cargèse, Corse. Recherches sur leur langue et sur leur histoire. A. W. Sijthoff’s Uitgeversmaatschappij, Leiden, 1951.
- Glorie der griekse middeleeuwen: Anna Comnena, 1083–1148. Van Loghum Slaterus, 1953 (Gastmaal der eeuwen. Taferelen uit de cultuurgeschiedenis van Europa, Bd. 21).
- De Muzen bleven in Hellas. Amsterdam 1954.
- De taalkwestie in hedendaags Griekenland. Paleis der academiën, Brüssel, 1956 (Mededelingen van de Koninklijke Vlaamse Academie voor Wetenschappen, Letteren en Schone Kunsten van België, Klasse der letteren, Jrg. XVIII, 1956, 6).
- Andreas Kalvos. Glorie en tragiek van modern Hellas. Rede, uitgesproken bij de aanvaarding van het ambt van bijzonder hoogleraar in de nieuwgriekse taal- en letterkunde aan de Rijksuniversiteit te Utrecht op 15 oktober 1956. Wolters, Groningen, 1956. – Universitätsrede Utrecht.
- Nieuwgriekse letteren buiten Hellas. Wolters, 1956.

Übersetzungen
- Konstandinos P. Kavafis: Vijf en twintig verzen. Vertaald door G. H. Blanken. 1934. Überarbeitete Ausgabe 1954, Nachdruck 1981.
- Konstandinos P. Kavafis: Vijftig gedichten. Uit het Nieuwgrieks vertaald en van een inleiding en bibliografische aantekeningen voorzien door G. H. Blanken. De Beuk, 1955.
- Konstandinos P. Kavafis: Honderd gedichten. Moussault, 1962.
- Konstandinos P. Kavafis: Verzamelde gedichten. Athenaeum–Polak & Van Gennep, zuletzt 2004, ISBN 978-90-253-2755-2.